# 依田四郎

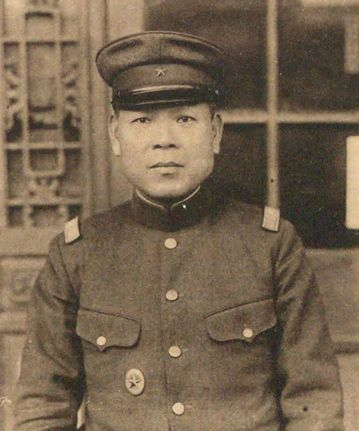
依田四郎

依田 四郎（よだ しろう、1882年（明治15年）12月12日 – 1957年（昭和32年）1月3日）は、大日本帝国陸軍軍人。最終階級は陸軍少将。満州国蒙政部次長。

## 経歴
大分県出身。1903年（明治36年）11月、陸軍士官学校（15期）を卒業。1904年（明治37年）2月、歩兵少尉に任官。1915年（大正4年）に陸軍大学校（27期）を卒業した。浦塩派遣軍参謀、第20師団参謀、久留米連隊区司令官、歩兵第23連隊長、第4師団参謀長を歴任した。1931年（昭和6年）、陸軍少将、歩兵第38旅団長となり、満州事変の際には混成第38旅団長として出動した。1933年（昭和8年）、待命、予備役。
予備役後は満州国で興安総署次長、蒙政部次長を務め、1937年（昭和12年）に退官した。1939年（昭和14年）に満洲天産株式会社社長に就任した。
1947年（昭和22年）11月28日、公職追放仮指定を受けた。

## 栄典
位階
- 1904年（明治37年）4月7日 - 正八位[6]
- 1905年（明治38年）8月18日 - 従七位[7]
- 1910年（明治43年）9月30日 - 正七位[8]
- 1915年（大正4年）10月30日 - 従六位[9]
- 1920年（大正9年）11月30日 - 正六位[10]

勲章等
- 1940年（昭和15年）8月15日 - 紀元二千六百年祝典記念章[11]